# 宝蔵寺沼

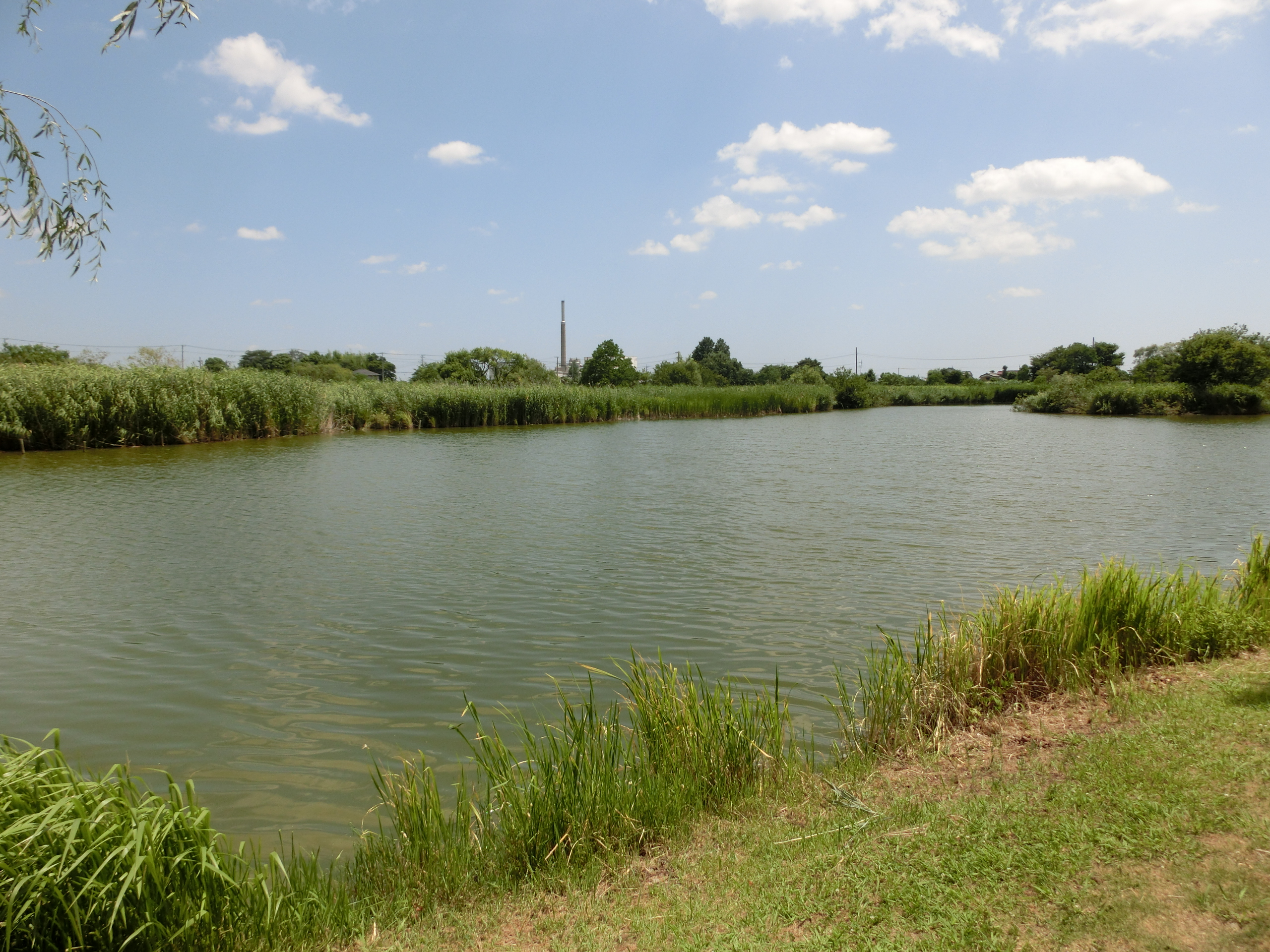
宝蔵寺沼

宝蔵寺沼（ほうぞうじぬま）は、埼玉県羽生市の東部（三田ヶ谷地区）に所在する沼である。

## 概要

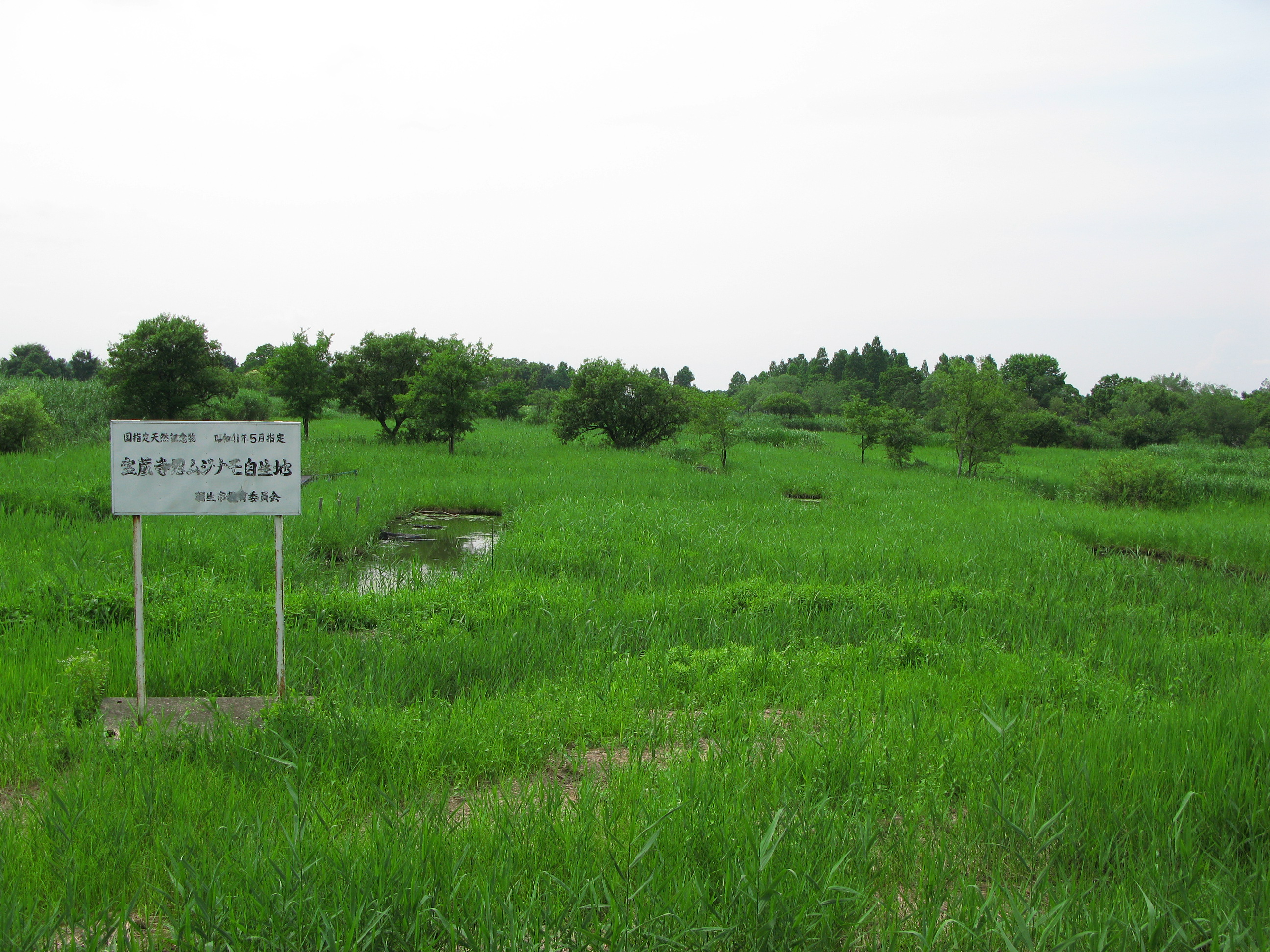
宝蔵寺沼ムジナモ自生地（2010年7月）

宝蔵寺沼を含む周辺一帯は古くには湿地帯であり、池沼なども数多く所在していた。宝蔵寺沼やその周辺では掘り上げ田形式による開田が行われており、昭和40年代頃まで掘り上げ田による営農が行われていた。その後、周辺では圃場整備事業が行われ、多くは掘り上げ田から通常の水田へと姿を変えている。しかしながら、宝蔵寺沼には稀少種の水生食虫植物ムジナモが自生していたため、その一部が掘り上げ田の形状のまま保存されている。現在、宝蔵寺沼は日本で唯一のムジナモ自生地となっており、掘り上げ田のまま残されている区域内は立入禁止となっている。整備された区域では木道が通されており、水生植物や水鳥を観察することが可能である。ムジナモはかつて日本各地に分布していたが、環境汚染・水質汚染の影響で減少し、今日では確認されている自生地は宝蔵寺沼のみとなった。ムジナモ自生地としての宝蔵寺沼は1966年（昭和41年）5月に「宝蔵寺沼ムジナモ自生地」として国の天然記念物に指定されている。

## 所在地
- 埼玉県羽生市大字三田ヶ谷・大字日野手新田・大字与兵エ新田

## 周辺
- 羽生水郷公園
- さいたま水族館
- キヤッセ羽生（三田ヶ谷農林公園）
- 羽生市立三田ヶ谷小学校
- 埼玉県道366号三田ヶ谷礼羽線
- 東北自動車道羽生インターチェンジ
- 清掃センター
- 椎の木湖（釣り堀・水上ゴルフセンター・平島揚水機場）
- 中谷落
- 新槐堀川
- 中川